# Mimela malaisei
Mimela malaisei är en skalbaggsart som beskrevs av Ohaus 1938. Mimela malaisei ingår i släktet Mimela och familjen Rutelidae. Inga underarter finns listade i Catalogue of Life.